# Прскало
Водопад Прскало се налази на обронцима јужног Кучаја, у долини реке Некудово, удаљен 13 км од најближег насеља Ресавица у општини Деспотовац, Поморавски управни округ.
Поред самог водопада пролази пут који води од Ресавице ка Честобродици.
Висина водопада је 15 метара, а занимљива чињеница је да је сиромашан водом, чак и у пролеће, али никад не пресушује.
Прскало подсећа на високу, камену скулптуру и то је најнеобичнија природна појава на Кучају, купаста формација стена саграђених од бигрених наслага које је током векова наталожила вода која тече уским каналом по самом врху и прави пад са најистуреније ивице.
Сам водопад је прилично непознат, што због слабе промоције, што због тога што је за време највеће активности водопада пут до њега због густе вегетације скоро непроходан.